# Християнство в Албанії

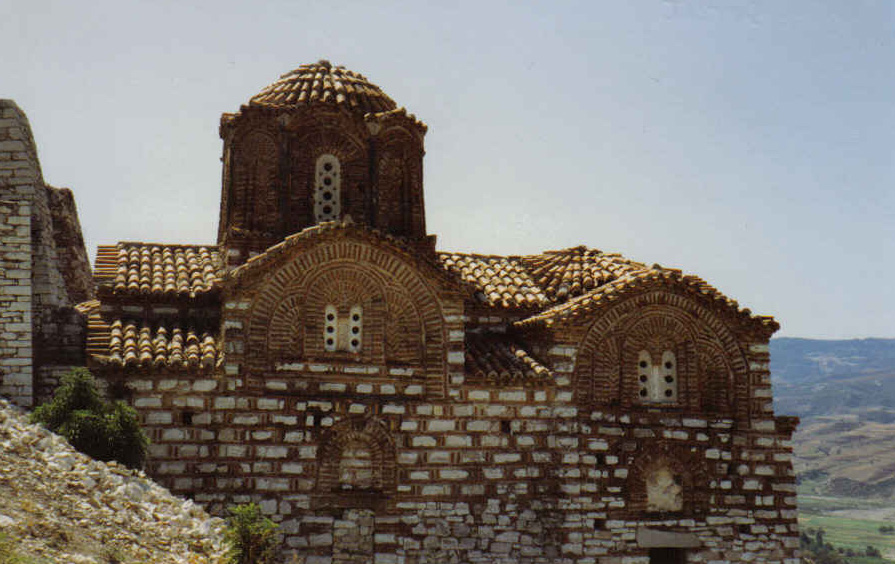
Візантійська православна церква у Бераті

Християнство в Албанії — друга (за кількістю віруючих) після ісламу релігія у країні.
Оцінки чисельності албанських християн вельми різняться. За даними дослідницького центру Pew Research Center 2010 року в Албанії проживало 580 тис. християн, які складали 18 % населення цієї країни. Енциклопедія «Релігії світу» Дж. Г. Мелтона оцінює частку християн у 2010 році у 30,8% (2 080 000 віруючих).
Найбільшими напрямками християнства у країні є католицизм і православ'я. 2000 року в Албанії діяло 669 християнських церков і місць богослужіння, що належать 30 різних християнських деномінацій.
Християнами є більшість македонців, греків, італійців, арумунів і сербів, що живуть у країні. Чимало християн і серед самих албанців, при цьому частка християн серед албанців-гегів значно вища, ніж серед албанців-тосків.
Християни Албанії (католики, православні та протестанти) співпрацюють разом у міжконфесійному Біблійному суспільстві. Значна частина протестантських церков входить в Албанське євангельське братство, пов'язане зі Світовим євангельським альянсом. Одна з албанських церков — Албанська православна церква, входить до Всесвітньої ради церков.